# Daisuke Ryu
Daisuke Ryu (în japoneză 隆大介, în coreeană 장명남, Jang Myeong-nam, hanja: 張明 男; n. 14 februarie 1957, Tōkyō, Japonia – d. 11 aprilie 2021) a fost un actor japonez de origine coreeană.

## Biografie
El a câștigat Premiul Panglica Albastră pentru cel mai bun actor nou pentru interpretarea războinicului Oda Nobunaga în filmul Kagemusha (1980) al lui Akira Kurosawa. Printre alte roluri notabile ale sale se numără Saburo Ichimonji dintr-o altă epopee a lui Kurosawa, Ran (1985), și legendarul yamabushi (călugăr războinic) Musashibo Benkei în filmul Gojoe: Spirit War Chronicle (2001) al lui Sogo Ishii. În filmul The Ginger Tree (inspirat din romanul lui Oswald Wynd), Daisuke Ryu l-a interpretat pe contele Kentaro Kurihama.
Pe 21 martie 2015 Ryu a călătorit în Taiwan, unde urma să joace în filmul Silence al lui Martin Scorsese. La sosirea pe aeroportul internațional Taoyuan a fost oprit de ofițerii de imigrări din cauza faptului că avea un formular de intrare incomplet. Ryu, care se afla atunci în stare de ebrietate, a intrat în altercație cu unul dintre ofițeri, care a suferit o fractură la un picior în urma conflictului. El a fost pus sub acuzare și i s-a interzis să părăsească Taiwanul și, ulterior, a fost concediat din echipa de interpreți ai filmului Silence. În mai 2015 Ryu s-a împăcat cu ofițerul vătămat și și-a cerut scuze în mod public pentru acțiunile sale. În iunie 2015 a fost amendat de instanțele taiwaneze pentru tulburarea ordinii publice și i s-a permis să se întoarcă în Japonia.

## Filmografie selectivă
- 1980: Kagemusha (影武者 Kagemusha?), regizat de Akira Kurosawa - Oda Nobunaga, rivalul lui Takeda Shingen[8][9]
- 1985: Ran (乱 Ran?), regizat de Akira Kurosawa - Saburo Ichimonji[10][11]
- 1997: La Femme de Marutai (マルタイの女 Marutai no onna?), regizat de Jūzō Itami - conducătorul cultului religios[12]
- 1998: Odoru daisosasen - Nenmatsu tokubetsu keikai Special, regizat de Katsuyuki Motohiro - Obayashi[13]

## Premii și distincții
- 1980: Premiul Panglica Albastră pentru cel mai bun actor nou pentru interpretarea sa din Kagemusha[4]

## Legături externe
- Daisuke Ryû la Internet Movie Database